# Bernes-sur-Oise
Bernes-sur-Oise é uma comuna francesa na região administrativa da Ilha de França, no departamento do Vale do Oise. Estende-se por uma área de 5.45 km². Em 2010 a comuna tinha 2 742 habitantes (densidade: 503,1 hab./km²).